# Boișoara
Boișoara es una comuna ubicada en el distrito Vâlcea, Rumania.

## Superficie
Posee una superficie de 79,84 kilómetros cuadrados.

## Demografía
Hasta 2021 la población era de 967 habitantes, con una densidad de población de 12,11 habitantes por kilómetro cuadrado.